# Esqui alpino nos Jogos Olímpicos de Inverno de 1956
O esqui alpino nos Jogos Olímpicos de Inverno de 1956 consistiu de seis eventos, realizados entre 27 de janeiro e 3 de fevereiro de 1956 em Cortina d'Ampezzo.
Toni Sailer, da Áustria, conquistou todas as três medalhas distribuídas nos eventos masculinos, tornando-se o primeiro esquiador alpino a conseguir o feito em Jogos Olímpicos. Jean-Claude Killy viria a repetir o feito nos Jogos Olímpicos de 1968.

## Medalhistas
Masculino
| Evento                  | Ouro                    | Prata                       | Bronze                      |
| ----------------------- | ----------------------- | --------------------------- | --------------------------- |
| Downhill detalhes       | Toni Sailer AUT Áustria | Raymond Fellay SUI Suíça    | Anderl Molterer AUT Áustria |
| Slalom detalhes         | Toni Sailer AUT Áustria | Chiharu Igaya JPN Japão     | Stig Sollander SWE Suécia   |
| Slalom gigante detalhes | Toni Sailer AUT Áustria | Anderl Molterer AUT Áustria | Walter Schuster AUT Áustria |

Feminino
| Evento                  | Ouro                                 | Prata                     | Bronze                                 |
| ----------------------- | ------------------------------------ | ------------------------- | -------------------------------------- |
| Downhill detalhes       | Madeleine Berthod SUI Suíça          | Frieda Dänzer SUI Suíça   | Lucile Wheeler CAN Canadá              |
| Slalom detalhes         | Renée Colliard SUI Suíça             | Regina Schöpf AUT Áustria | Yevgeniya Sidorova URS União Soviética |
| Slalom gigante detalhes | Ossi Reichert EUA Equipe Alemã Unida | Putzi Frandl AUT Áustria  | Thea Hochleitner AUT Áustria           |

## Quadro de medalhas
| Ordem | País                   | Medalha de ouro | Medalha de prata | Medalha de bronze |    |
| ----- | ---------------------- | --------------- | ---------------- | ----------------- | -- |
| 1     | AUT Áustria            | 3               | 3                | 3                 | 9  |
| 2     | SUI Suíça              | 2               | 2                |                   | 4  |
| 3     | EUA Equipe Alemã Unida | 1               |                  |                   | 1  |
| 4     | JPN Japão              |                 | 1                |                   | 1  |
| 5     | CAN Canadá             |                 |                  | 1                 | 1  |
| 5     | SWE Suécia             |                 |                  | 1                 | 1  |
| 5     | URS União Soviética    |                 |                  | 1                 | 1  |
| TOTAL | TOTAL                  | 6               | 6                | 6                 | 18 |